# Peter Bernhard von Smidtz
Peter Bernhard von Smidtz, auch von Smidt, Smidts, Smytz oder Schmitz (geboren um 1658; gestorben nach 1728) war ein deutscher Ingenieur, Festungsbaumeister und Kartograf.

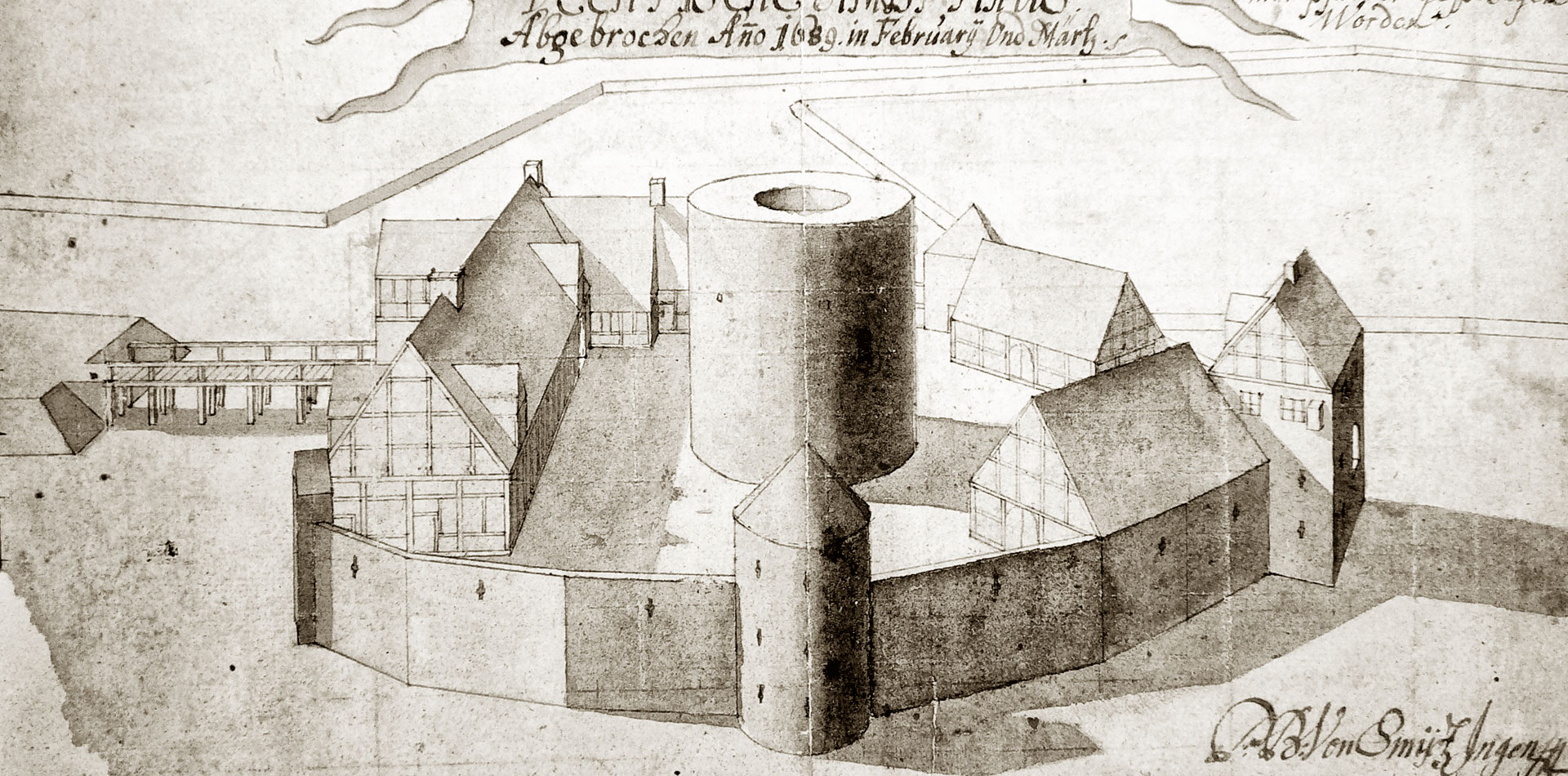
Von Februar bis März 1689 abgebrochene Burg Vechta;
Zeichnung (Ausschnitt), signiert P. B. Von Smÿtz

Nach Angaben des Historikers Karl Willoh engagierte sich von Smidtz gemeinsam mit dem Kommandeur Elverfeldt für den Wiederaufbau der Stadt Vechta an alter Stelle, nachdem diese nach dem großen Brand im Jahr 1684 zerstört worden war. Im Zeitraum von 1685 bis 1728 zeichnete von Smidtz mehrere Karten der Stadt Vechta, das als „Vechtisches Ambtshaus“ bezeichneten Burg Vechta sowie mehrere sehr hochwertige Pläne der Festungsanlagen der Zitadelle Vechta.